# Листопад (фильм)
«Листопад» (груз. გიორგობისთვე) — советский художественный фильм (драма), снятый на студии «Грузия-фильм» в 1966 году. Первый полнометражный фильм режиссёра Отара Иоселиани.

## Сюжет
Молодой технолог Нико Нижарадзе и его приятель начинают работу на винном заводе. На первый взгляд, Нико не хватает уверенности в себе, нахальства, дисциплинированности, зато он честен и прямолинеен.
Вскоре он оказывается вовлечён в производственный конфликт: ради выполнения плана требуется розлив не только качественного вина, но и недозревшего, низкого качества саперави. Такая практика на заводе не новость, рабочие-виноделы в подобных случаях запоминают даты и передают их «родным и близким», чтобы ненароком не заказали бутылку «плохого» розлива в ресторане.
Одновременно Нико начинает ухаживать за капризной красавицей Мариной, которая работает на том же заводе и у которой нет отбоя от поклонников. Марина развлекается, дразня своих ухажёров и натравливая на них своего самого ревнивого и драчливого кавалера.
Нико предстоит отстоять своё достоинство и принципы как в отношениях с руководством, так и с девушкой.
Фильму предпослан документальный «эпиграф», повествующий о традиционном виноделии в Грузии. Игровая часть картины делится на «главы», названные по дням недели.

## В ролях
- Рамаз Гиоргобиани — Нико Нижарадзе
- Отар Зауташвили — Шота — рабочий винзавода
- Александр Омиадзе — Вахтанг — главный технолог винзавода
- Акакий Кванталиани — Давид (Дато) — мастер на винзаводе
- Давид Абашидзе — Резо — рабочий винзавода
- Марина Карцивадзе — Марина — технолог на винзаводе
- Георгий Харабадзе — Отар Саканделидзе — технолог на винзаводе
- Баадур Цуладзе — Арчил — старший технолог на винзаводе
- Бухути Закариадзе — Ило — рабочий винзавода
- Зураб Капианидзе — участник застолья у Дато

## Призы
- Приз ФИПРЕССИ на Каннском кинофестивале и приз Жоржа Садуля за лучший дебют (1968).